# امامزاده خوشنام
امامزاده خوشنام مربوط به سده‌های میانه دوران‌های تاریخی پس از اسلام است و در شهرستان گرمسار، بخش ایوانکی، دهستان ایوانکی، ۶/۳ کیلومتری شمال شرق روستای بهورد واقع شده و این اثر در تاریخ ۲۶ اسفند ۱۳۸۷ با شمارهٔ ثبت ۲۶۰۷۲ به‌عنوان یکی از آثار ملی ایران به ثبت رسیده است.